# Etnografía de Ecuador
La etnografía de Ecuador es producto de la mezcla entre la población indígena, y los españoles y africanos que llegaron al país a partir del siglo XVI. A estos tres grupos originales se suman los migrantes de origen árabe, europeo y asiático que llegaron a finales del siglo XIX, y otros latinoamericanos (colombianos y venezolanos principalmente) a partir de la segunda mitad del siglo XX.

## Composición étnica

### Censos oficiales
Se han realizado estimaciones etnográficas a partir de los censo a lo largo de la historia de Ecuador. El primer censo registrado fue en el año de 1778 cuando la Ecuador, en ese entonces la Real Audiencia de Quito. Esto se llevó a cabo durante la presidencia de Juan José de Villalengua y se estimó que en una población total de cerca de 439 mil personas, el 63% de la población era indígena, el 26% blanca y el 11% restante de "castas", es decir distintas mezclas entre indígenas, blancos y afrodescendientes.
El siguiente censo se haría durante la época republicana por Vicente Ramón Roca y José María Urbina. Ahí se contabilizaría un total de 869,892 personas, de las cuales, el 49% de la población representaban amerindios, el 40% representaban blancos, el 10% mulatos y el 1% negros. Este censo es de suma importancia puesto que permite el estudio del periodo de transición poblacional vivido en Ecuador desde los años de 1846 después de la Revolución Marcista y 1889 al inicio de la Revolución Liberal.
El siguiente censo que se realizó en el que se hizo una estimación etnográfica fue en 1950 durante el gobierno de Galo Plaza Lasso. Allí se determinó que la población total era de cerca de 2.551.540 ecuatorianos, de los cuales a partir de una estimación por idioma, el 11,12% correspondía a indígenas que hablaban quichua, producto de un proceso de mestizaje, en tanto que el castellano en 1950 sería el idioma predominante en el ámbito nacional con cerca del 88,4% de la población que lo hablaba como lengua materna. En ese mismo contexto, se destaca un elevado analfabetismo (36,1%). El objetivo de este censo estuvo vinculado a la reforma agraria, a pesar de que hace pocos años se había llevado a cabo Conflicto limítrofe entre el Ecuador y el Perú en 1941 y algunas personas temían que a partir del censo se harían reclutamientos.
Para llevar a cabo el proceso el presidente Plaza Lasso, llegaría un acuerdo con Dolores Cacuango, líder indígena y miembro del Partido Comunista de Ecuador. Diría Plaza:

El Censo no es para mandar hombres a la guerra ni para quitar los animales, es para saber cuántos son los indígenas en el país y en cada parcialidad, para proporcionarles más tierras, atenderles en cualquier enfermedad y mejorar sus condiciones de vida actuales.

A partir del año 2001 se harían censos con criterios de autoidentificación, es decir durante el levantamiento de la información se preguntaría a los encuestados con qué grupo étnico se identifican. En este año se contabilizarían cerca de 12 millones de ecuatorianos de los cuales el 77,4% se autoidentificaron como mestizo, el 6,8% como indígena, el 5% como afroecuatoriano y el 10,5% como blanco.A partir del año 2010 se empezó a incluir dentro de este grupo a los montuvios, que si bien en su composición genética son mestizos, al ser una categoría étnica, fueron tomados en cuenta como una cultura. Según el CODEPMOC (Consejo Nacional del Pueblo Montuvio del Ecuador), los montuvios se definen como:

Un conjunto de individuos organizados y autodefinidos como montubios, con características propias de la región litoral y zonas subtropicales, que nacen naturalmente como una unidad social orgánica dotada de espíritu e ideales comunes, poseedores de una formación natural y cultural que los auto determina como resultado de un largo proceso de acondicionamiento espacio-temporal, quienes conservan sus propias tradiciones culturales y saberes ancestrales.

En el último Censo de Población y Vivienda de 2022 la mayor parte de la población se auto identificó, de acuerdo con la cultura y costumbres, como mestiza (77,5%), seguida por aquellos que se consideraban montubios (7,7%), indígenas (7,7%), afroecuatorianos (4,8%) y blancos (2,2%).
| Grupo étnico | 2001       | 2001  | 2010       | 2010  | 2022       | 2022  | +/- 2010-2022 |
| ------------ | ---------- | ----- | ---------- | ----- | ---------- | ----- | ------------- |
| Mestizo      | 9 411 890  | 77,4% | 10 417 299 | 71,9% | 13 122 280 | 77,5% | 25,96%        |
| Montubio     | –          | –     | 1 070 728  | 7,4%  | 1 304 994  | 7,7%  | 21,87%        |
| Indígena     | 830 418    | 6,8%  | 1 018 176  | 7,0%  | 1 301 887  | 7,7%  | 27,86%        |
| Negro        | 604 009    | 5,0%  | 1 041 559  | 7,2%  | 814 468    | 4,8%  | 21,80%        |
| Blanco       | 1 271 051  | 10,5% | 882 383    | 6,1%  | 374 925    | 2,2%  | 57,51%        |
| Otros        | 39 240     | 0,3%  | 53 354     | 0,4%  | 20 432     | 0,1%  | 61,70%        |
| Total        | 12 156 608 | 100%  | 14 483 499 | 100%  | 16 938 986 | 100%  | 16,95%        |

### Otras fuentes
Para el año de 1980, en una publicación titulada "Area Handbook for Ecuador" se estimó que los mestizos y los indígenas comprenden el 40% de la población cada uno. Los blancos serían entre el 10% y el 15%, y los negros el restante 5%. Sin embargo esto entra en conflicto de las estimaciones por lenguaje hechas en el censo tres décadas antes, en 1950. Además dicha publicación no especifica una metodología, ya sea una encuesta de autoidentificación, idioma o estudio genético y más bien admite que a falta de encuestas de autoidentificación (que se empezarían ha hacer dos décadas después) proporcionaba números estimados que solo son aproximaciones.
En 1990, Jordán Pando afirmó que en Ecuador habían 4,1 millones de indígenas en una población total de 9,5 millones. No se especifica donde se encuentra esta población ni como esto se relaciona con los censos de autoidentificación, censos linguísticos y estudios genéticos.
En 2005, el mexicano Francisco Lizcano publicó un estudio donde afirma que en Ecuador, la población se componía en un 41% por mestizos, un 39% por indígenas, un 9,9% por criollos, un 5% por mulatos, un 5% por negros y un 0,1% por asiáticos. Estos resultados similares a los obtenidos en el censo de Ecuador de 1846, sirvieron a Lizcano para clasificar a Ecuador como un país "indomestizo" junto a Guatemala, Perú y Bolivia, ya que este grupo de países tendrían un 40% o más de población indígena. Por otra parte, México sería un país solamente "mestizo" ya que el 30% de la población total estaba compuesta por amerindios. Esta categoría sería compartida junto a Honduras, el Salvador, Nicaragua y Paraguay. Lizcano no especifica dónde se encuentran los cerca de 5 millones de indígenas que estima para Ecuador. Tampoco menciona el Censo de Población de 1950 que contabilizó al 11,12% de quichua hablantes ni cómo esto se relaciona sus estimaciones del 39% realizadas medio siglo después. No toma en cuenta en sus referencias al censo por autoidentificación del año 2001 que estimó en 800 mil el número de indígenas. Las fuentes de Lizcano incluyen, entre otros, a Microsoft Encarta del año 2003, el Anuario iberoamericano 2003, el Almanaque Mundial, un estudio de Peter Waldmann de 1984 y Peter Coy de 1987, donde no se especifica metodología alguna para la estimación.
Además, en la encuesta Latinobarómetro de 2016, 81% de los ecuatorianos se autoidentificaron como mestizos, 7% como indígenas, 4% como blancos, 3% como mulatos, 3% como negros y 1% como asiáticos.
Al año 2025, el "World Factbook" de la CIA, se estima que la población de Ecuador está compuesta en un 77.5% por mestizos un 7.7% por montuvios, un 7.7% por indígenas, un 2.2% por blancos, un 2% por afroecuatorianos, un 1.4% por mulatos, y un 1.3% por negros.
El Grupo Internacional de Trabajo sobre Asuntos Indígenas (IWGIA) toma como referencia los datos publicados en el Censo de Población y Vivienda por el INEC; y afirma que en Ecuador el 7% de la población es indígena.

## Mestizos

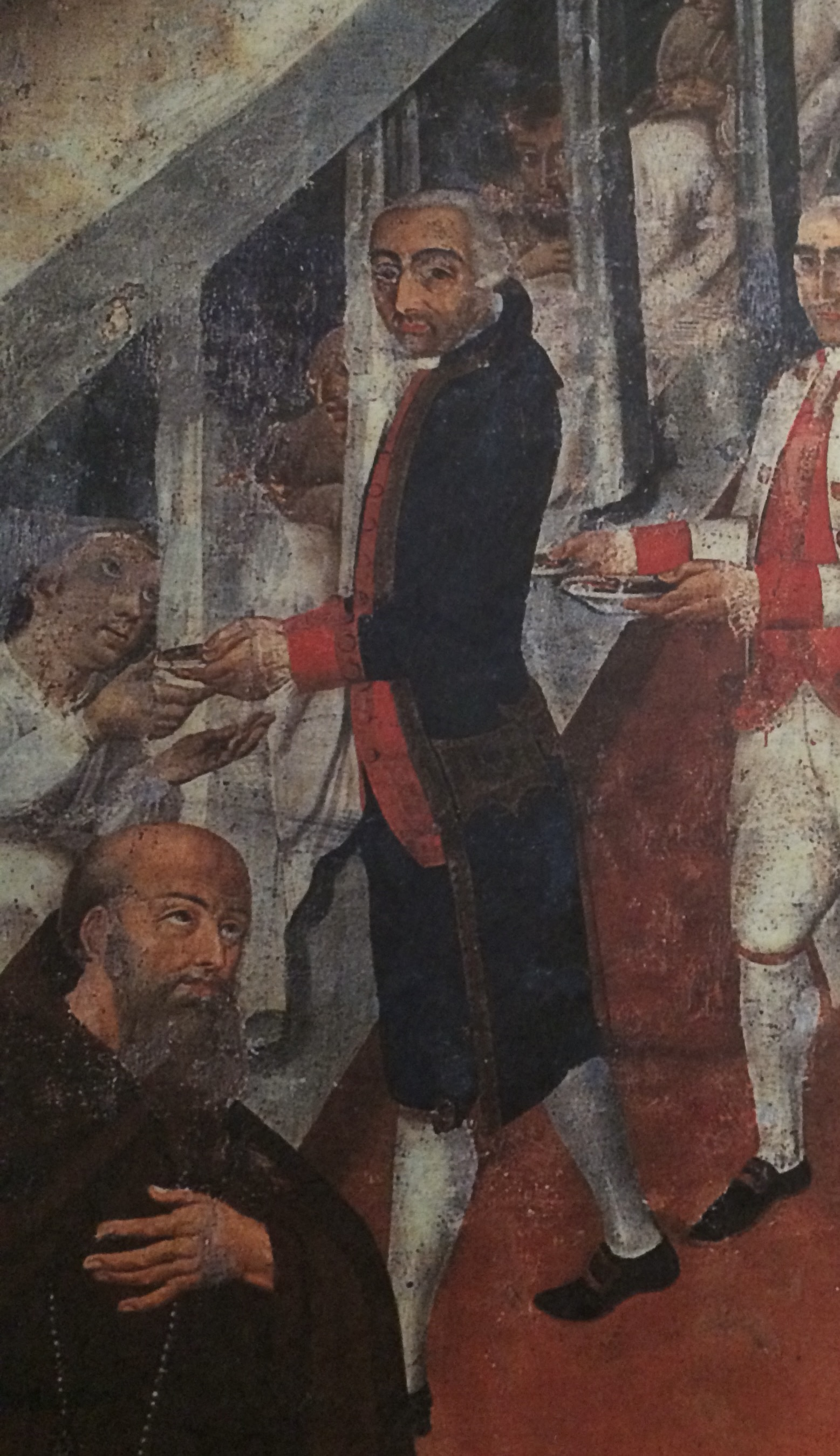
Representación del de Eugenio Espejo, mestizo precursor de la independencia de Ecuador

Los mestizos son el principal grupo étnico del país, surgido de la mezcla entre los europeos (principalmente españoles)  y los pueblos indígenas (principalmente quechuas), con aportes menores de africanos y asiáticos.
Este grupo a su vez se divide en distintos grupos de campesinos tradicionales con folclor típico de cada región como son los montuvios en la costa, los chagras en la sierra norte, los cholos en la costa y la sierra sur, y los chazos en la sierra sur. De todos estos grupos, solo los montuvios tienen reconocimiento oficial en el censo. Los cholos intentaron ser reconocidos como un grupo lo que permitía su autoidentificación pero esto no fue incluido en los resultados del censo de 2022.
La siguiente tabla muestra la población que se auto identificó como mestiza en cada provincia, según el censo de 2022.
| Provincia                      | Población mestiza | Porcentaje (%) |
| ------------------------------ | ----------------- | -------------- |
| Azuay                          | 758.909           | 94,67          |
| Bolívar                        | 136.547           | 68,59          |
| Cañar                          | 188.103           | 82,65          |
| Carchi                         | 154.832           | 89,59          |
| Cotopaxi                       | 345.480           | 73,47          |
| Chimborazo                     | 286.355           | 60,68          |
| El Oro                         | 651.940           | 91,23          |
| Esmeraldas                     | 218.746           | 39,49          |
| Galápagos                      | 23.258            | 81,37          |
| Guayas                         | 3.558.580         | 81,03          |
| Imbabura                       | 304.929           | 64,90          |
| Loja                           | 459.265           | 94,61          |
| Los Ríos                       | 543.688           | 60,50          |
| Manabí                         | 1.001.142         | 62,85          |
| Morona Santiago                | 76.862            | 39,93          |
| Napo                           | 42.812            | 32,51          |
| Orellana                       | 106.277           | 58,34          |
| Pastaza                        | 52.795            | 47,17          |
| Pichincha                      | 2.700.185         | 87,40          |
| Santa Elena                    | 352.599           | 91,41          |
| Santo Domingo de los Tsáchilas | 443.200           | 89,90          |
| Sucumbíos                      | 154.112           | 77,44          |
| Tungurahua                     | 473.466           | 84,02          |
| Zamora Chinchipe               | 88.198            | 79,48          |
| Ecuador                        | 13.122.280        | 77,47%         |

### Montubios

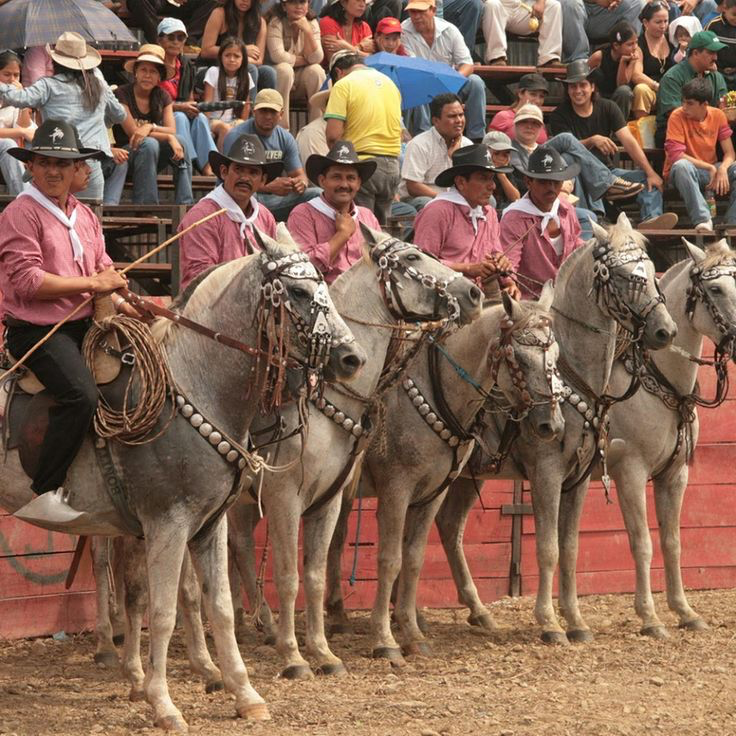
Rodeo montuvio

Los montubios son un grupo mestizo producto de la unión de españoles, indígenas y africanos, y que habita principalmente en la región costera del país.
Desde el censo de 2010 se reconoció a los montubios como un grupo separado de los mestizos. La siguiente tabla muestra la distribución de aquellos que se autoidentificaron como montubios según el censo de 2022.
| Provincia                      | Población montubia | Porcentaje (%) |
| ------------------------------ | ------------------ | -------------- |
| Azuay                          | 3.315              | 0,41           |
| Bolívar                        | 1.633              | 0,82           |
| Cañar                          | 1.163              | 0,51           |
| Carchi                         | 488                | 0,28           |
| Cotopaxi                       | 5.342              | 1,14           |
| Chimborazo                     | 1.063              | 0,23           |
| El Oro                         | 9.874              | 1,38           |
| Esmeraldas                     | 9.360              | 1,69           |
| Galápagos                      | 645                | 2,26           |
| Guayas                         | 368.848            | 8,40           |
| Imbabura                       | 1.209              | 0,26           |
| Loja                           | 1.459              | 0,30           |
| Los Ríos                       | 317.708            | 35,35          |
| Manabí                         | 534.597            | 33,56          |
| Morona Santiago                | 456                | 0,24           |
| Napo                           | 596                | 0,45           |
| Orellana                       | 1.131              | 0,62           |
| Pastaza                        | 350                | 0,31           |
| Pichincha                      | 22.452             | 0,73           |
| Santa Elena                    | 8.576              | 2,22           |
| Santo Domingo de los Tsáchilas | 11.317             | 2,30           |
| Sucumbíos                      | 1.217              | 0,61           |
| Tungurahua                     | 1.886              | 0,33           |
| Zamora Chinchipe               | 309                | 0,28           |
| Ecuador                        | 1.304.994          | 7,7%           |

### Cholos

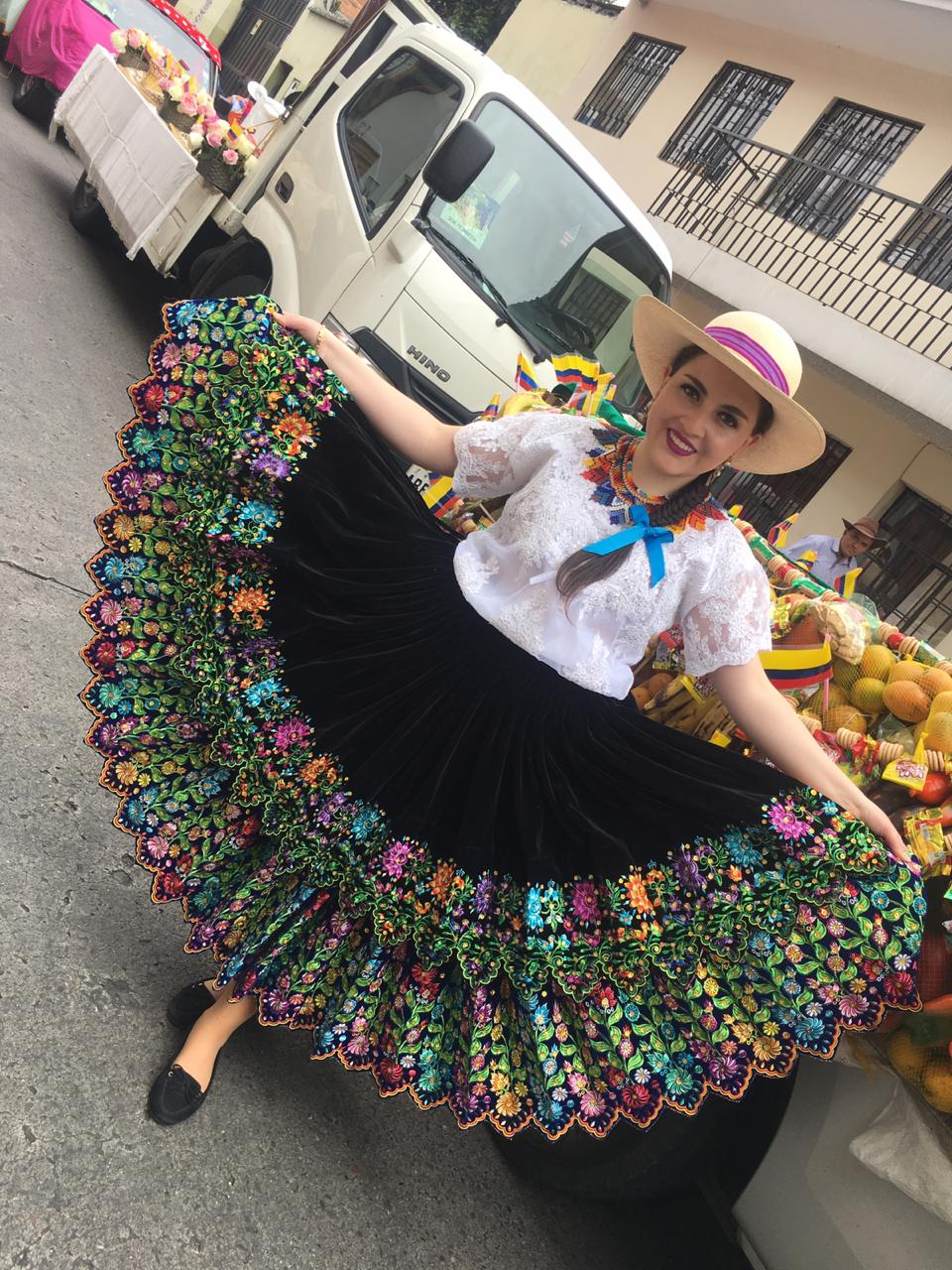
Mujer vestida de chola cuencana

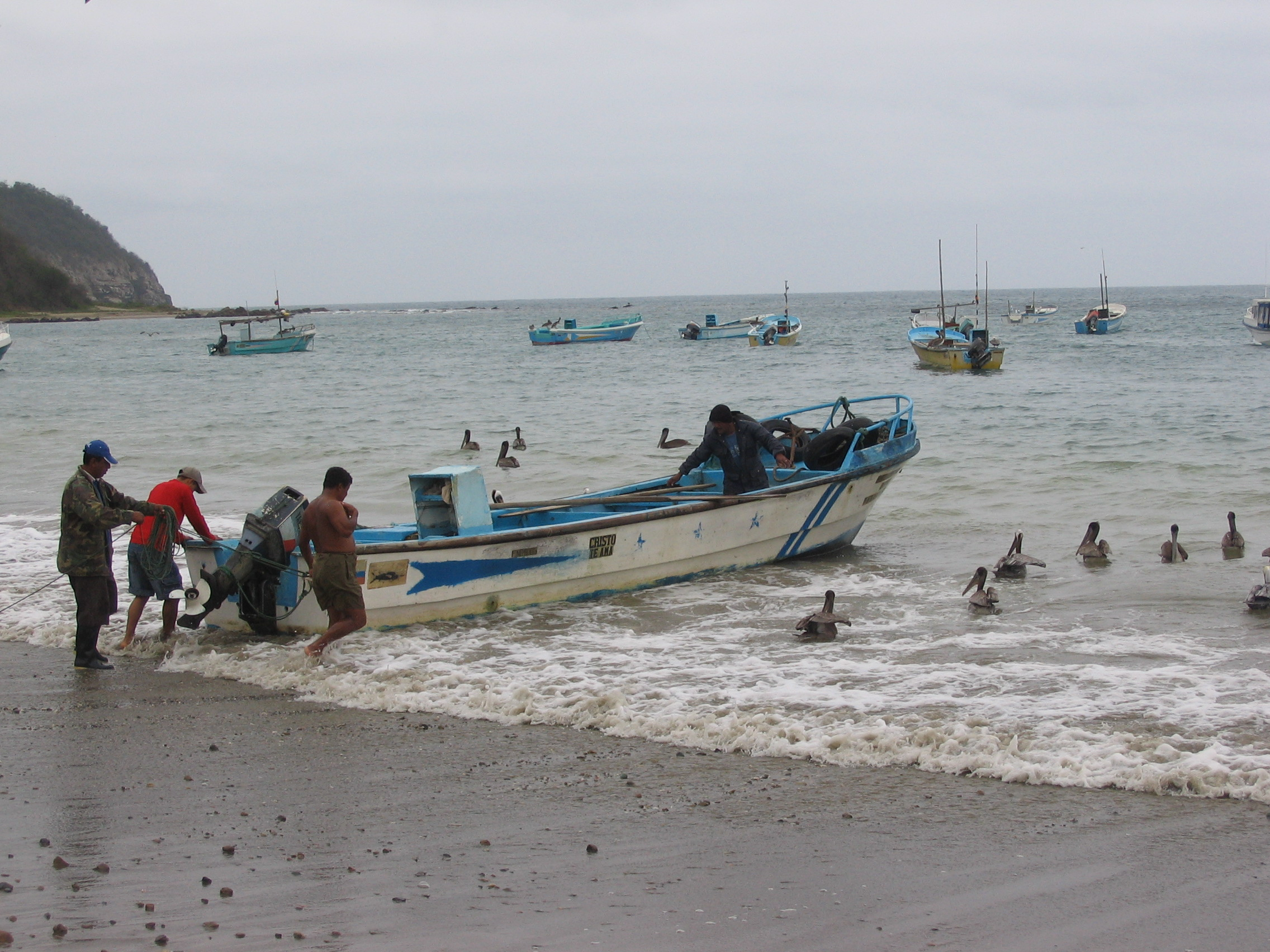
Cholos pescadores de Ecuador

Los cholos pescadores son un grupo mestizo que habita en las costas de Guayas, Santa Elena y Manabí. Son personas que tienen un mestizaje con una mezcla de indígena-mestizo e indígena-afro, a diferencia de los montuvios, el aporte indígena es mayor.La línea que separa a los cholos de los mestizos y montuvios no es clara y muchas veces se suele usar la actividad económica para la diferenciación. De esta manera, los cholos del litoral están siempre relacionados con la pesca, en general de manera artesanal. Con el desarrollo económico de esta región, la pesca se industrializó alrededor de la ciudad de Manta, y muchos cholos migraron a esta ciudad para continuar con su actividad económica. También están relacionados con las camaroneras que es otra forma de industrialización de esta profesión que en la actualidad es una de las principales productos de exportación de este país. Sin embargo, a pesar de esto, no existen estadísticas acerca de su número exacto, siendo una fracción considerable de la población del litoral en las tres provincias.
Por otro lado en el austro de Ecuador, la palabra cholo hace referencia a los campesinos de Azuay, en específico a la chola cuencana. Se caracteriza por tener una vestimenta tradicional que se desarrolló en el siglo XVIII y es adaptada al siglo actual. Este término es análogo al de los chazos de Loja y los chagras de Quito, al referirse a los campesinos de la sierra de Ecuador. En este caso lo tradicional de la chola cuencana, más allá de la vestimenta es su dedicación a la agricultura y su participación en el pase del niño, desfile tradicional de la ciudad de Loja.

### Chazos

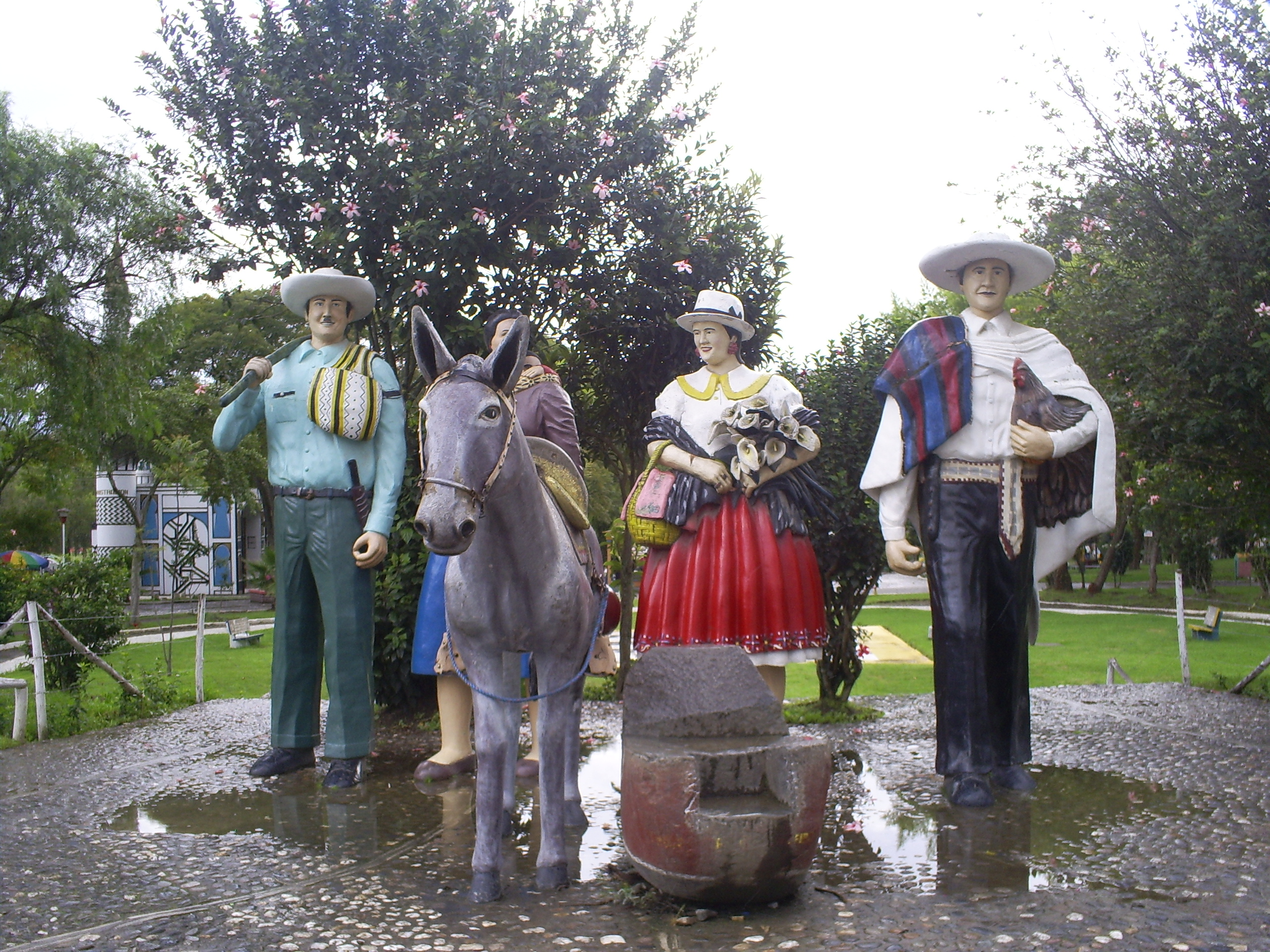
Monumento a los Chazos en el parque Jipiro en Loja

Los chazos son los campesinos tradicionales del austro ecuatoriano. Se concentran en la provincia de Loja y El Oro. Forman parte del folclor de dicho país y cuentan con su vestimenta tradicional que asemeja a los campesinos de Colombia que se concentran en el eje cafetero. Esto gracias a la actividad económica ya que en esta región también se desarrolló la agricultura alrededor del café. Por esta razón es común representar al chazo con una bolsa para la cosecha de café. Al igual que los cholos, no existen estadísticas acerca de su número exacto, por lo que son una fracción importante de la población del austro ecuatoriano.En la actualidad los chazos no están representados formalmente en el censo, al igual que los cholos y chagras. El único grupo campesino tradicional de Ecuador que ha logrado esto son los montuvios de la costa que gracias a su número importante que se concentra alrededor del golfo de Guayaquil y la cuenca del río Guayas, lograron ser reconocidos y visibilizados. 

### Chagras

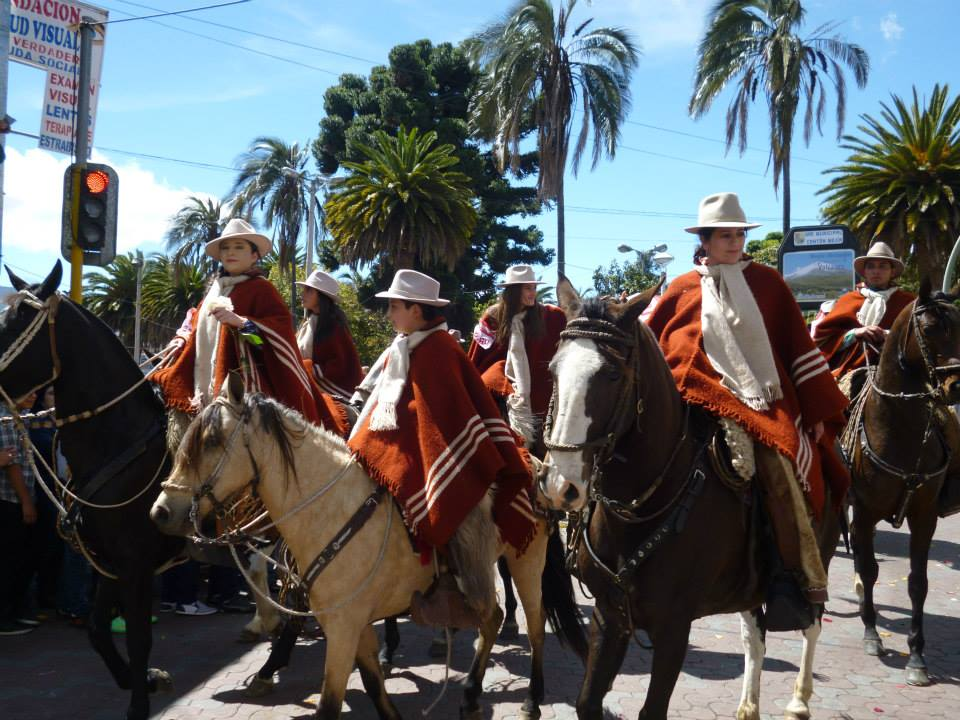
Paseo procesional del Chagra.

En Ecuador, los chagras son los campesinos de los Andes ecuatorianos que se caracterizan por realizar las faenas ganaderas, y son considerados como arrieros.Ellos son los principales vaqueros de la sierra de Ecuador y no debe confundirse con los montuvio, que son el principal grupo de campesinos del litoral cuya actividad económica está relacionada con la vaquería también. Su actual vestimenta se caracteriza por una camisa, poncho, sombrero de paño, bufanda de lana de borrego y zamarro.
Su historia gira alrededor de las haciendas ya que tanto los religiosos como algunos terratenientes fueron dueños de grandes propiedades productivas donde se fue desarrollando esta tradición desde el siglo XVII. Así se fue creando la cultura que gira alrededor del chagra, quien está encargado de cuidar el ganado. Son normalmente mestizos y que son contratados por los hacendados y en otros casos ellos mismos propietarios pequeños y medianos de tierras y ganado. En la actualidad se celebra el Paseo del Chagra de Machachi en julio, las "Fiestas Parroquiales de Conocoto" de Conocoto en junio o las Fiestas del Maíz y del Turismo de Sangolquí en septiembre.

### Pupos
Pupo es el nombre con el que se le conoce al campesino del norte de Ecuador, especialmente en la provincia del Carchi. La palabra pupo, viene etimológicamente del lenguaje chaima y su significado es cabeza. Su uso empezó como una metáfora y quiere decir que los carchenses son los jefes de estas regiones o también la cabeza del territorio nacional. Está íntimamente relacionado con la historia de Colombia, después de la revolución conservadora ya que algunos generales de este país invadieron Ecuador. Sin embargo uno de los líderes ecuatorianos llamado Rafael Arellano organizó las tropas liberales y evitó que la invasión se produzca, derrotando a los conservadores colombianos. Como retaliación Mercedes Landázuri quien era una líder conservadora insultó a las tropas ecuatorianas llamándoles "pupos" debido a que los soldados mostraban el ombligo gracias a que el uniforme les quedaba pequeño. Esta palabra fue resignificada y se usa para recordar este triunfo y defensa de la soberanía de Ecuador.

## Afroecuatorianos

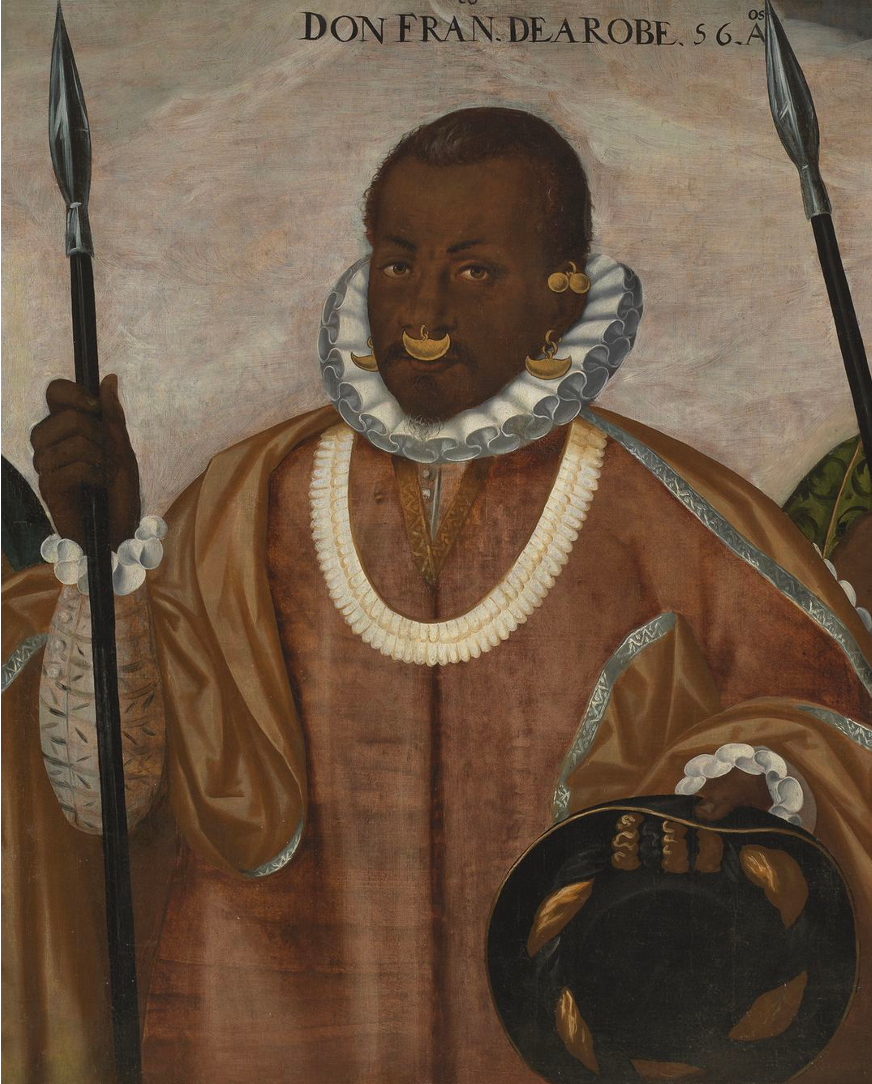
Retrato de Francisco de Arobe, Gobernador de Esmeraldas por el pintor Andrés Sánchez Gallque.

Los afroecuatorianos descienden de los esclavos africanos traídos por los españoles durante la conquista y la colonia. La mayoría viven en la región costera, especialmente en la provincia de Esmeraldas. En la región andina, los afrodescendientes se concentran en el Valle del Chota, en la provincia de Imbabura.
A continuación se muestra las subcategorías dentro de las que se autoidentificaron los afroecuatorianos en el último censo:
| Afroecuatorianos  | Afroecuatorianos | Afroecuatorianos |
| Afrodescendientes | Mulatos          | Negros           |
| ----------------- | ---------------- | ---------------- |
| 343.408           | 245.256          | 225.804          |
| 2,03%             | 1,45%            | 1,33%            |

La siguiente tabla muestra la población que se identificó como afroecuatoriana en cada provincia, según el censo de 2022:
| Provincia                      | Población afroecuatoriana | Porcentaje (%) |
| ------------------------------ | ------------------------- | -------------- |
| Azuay                          | 7.089                     | 0,88           |
| Bolívar                        | 877                       | 0,44           |
| Cañar                          | 2.233                     | 0,98           |
| Carchi                         | 8.901                     | 5,15           |
| Cotopaxi                       | 4.625                     | 0,98           |
| Chimborazo                     | 2.177                     | 0,46           |
| El Oro                         | 28.782                    | 4,03           |
| Esmeraldas                     | 297.927                   | 53,79          |
| Galápagos                      | 1.307                     | 4,57           |
| Guayas                         | 239.042                   | 5,44           |
| Imbabura                       | 27.124                    | 5,77           |
| Loja                           | 2.722                     | 0,56           |
| Los Ríos                       | 20.831                    | 2,32           |
| Manabí                         | 29.651                    | 1,86           |
| Morona Santiago                | 1.055                     | 0,55           |
| Napo                           | 1.653                     | 1,26           |
| Orellana                       | 5.614                     | 3,08           |
| Pastaza                        | 1.148                     | 1,03           |
| Pichincha                      | 84.923                    | 2,75           |
| Santa Elena                    | 8.892                     | 2,31           |
| Santo Domingo de los Tsáchilas | 23.466                    | 4,76           |
| Sucumbíos                      | 9.136                     | 4,59           |
| Tungurahua                     | 4.523                     | 0,80           |
| Zamora Chinchipe               | 770                       | 0,69           |
| Ecuador                        | 814.468                   | 4,81           |

### Esmeraldas

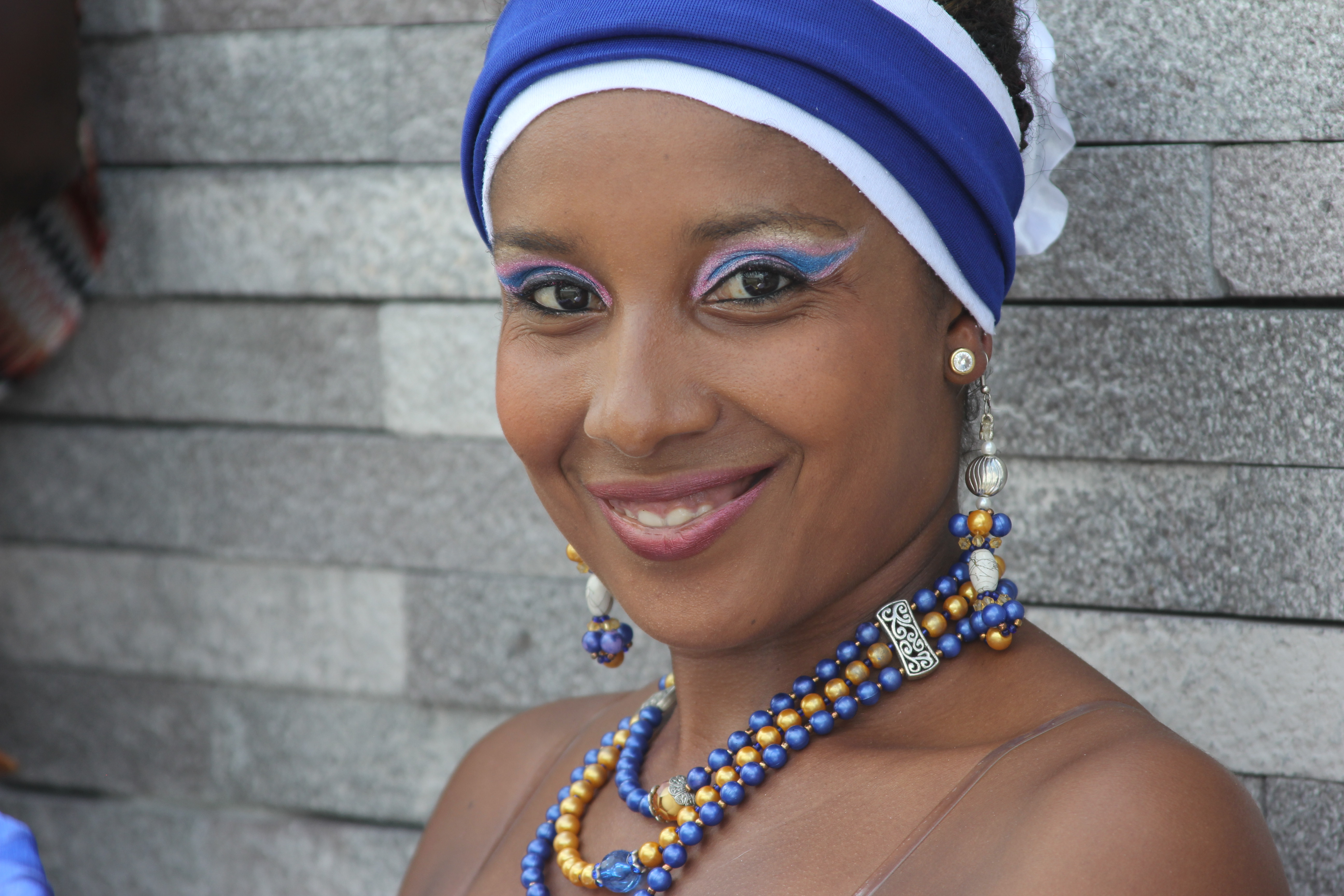
Esmeraldeña

Según Federico González Suárez, los primeros afroecuatorianos que llegaron a la región de Esmeraldas vinieron de Panamá y tenían como destino a Perú. Sin embargo el barco recaló frente a la costa de Atacames, en la zona llamada Rocas de San Mateo en octubre de 1553. Antes de reanudar el viaje, los españoles decidieron ir a tierra para abastecerse de agua dulce y de alimentos. Utilizaron una barca para ir y también decidieron bajar a sus esclavos a tierra para abastecerse. Sin embargo la suerte no les acompañó y vino una tempestad que les arrojó contra las rocas y los esclavos aprovecharon para eliminar a sus amos y huir. Uno de los líderes de los cimarrones era Alonso de Illescas que había vivido en Sevilla y hablaba castellano. Después se empezarían a disputar en tierra el control sobre la gente y la región. Por esta razón se asentaron dos cacicazgos dominados por afrodescendientes, uno es el de don Francisco de Arobe, y el otro de Alonso Sebastián de Illescas. Los cacicazgos buscaron alianzas con los indígenas, siguiendo el modelo usado por los españoles por lo que lograron pactar y hacer alianzas estratégicas con el propósito de conservar la autonomía y la libertad del territorio de Esmeradas de manos de la Corona Española. Se funda así un territorio con gobierno propio llamado "República de Zambos".Posteriormente más barcos encallaron durante el siglo XVII y XVIII poblando esta zona con más oleadas de afroecuatorinanos, mientras al mismo tiempo se hacía esfuerzos desde Quito para construir un camino que permita el control de la zona. Se lo lograría hacer a mediados del siglo XVII cuando la autonomía de los Zambos se acabaría. 

### Valle del Chota
Los afroecuatorianos llegaron a esta zona del Ecuador en el siglo XVII con el fin de trabajar en las haciendas de los jesuitas y mercedarios como esclavos. En concreto su trabajo se centró en los cañaverales y las minas. Este valle y el de Salinas durante la Colonia fueron conocidos con el nombre de “Coangue o de la Muerte” debido al clima seco de la región. Los jesuitas toman estas tierras y se establecen en ellas en 1659 y la esclavitud cobró fuerza en la segunda mitad de este siglo, continuando con el auge de la minería en el siglo XVIII, ahora por familias después de la expulsión de los jesuitas. Acá se desarrollaría el famoso género musical ecuatoriano llamado la bomba del chota. 

## Indígenas

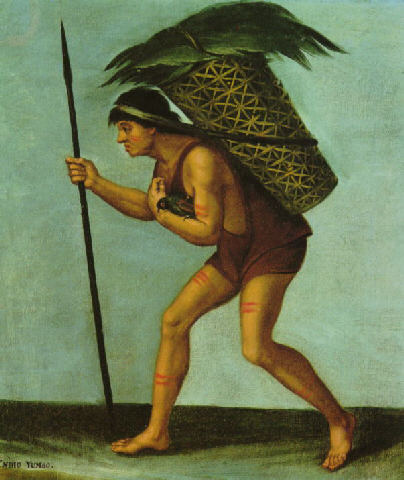
Representación de un Yumbo por el artista Antonio Salas Avilés

Existe controversia acerca del número real de indígenas en Ecuador ya que la organización política Confederación de Nacionalidades Indígenas del Ecuador (CONAIE) cree que la población de Ecuador es entre el 20% y el 45% indígena.
A veces erróneamente los montuvios son considerados como indígenas, a pesar de ser mestizos, como es el caso de la Enciclopedia Británica cuando afirma que el número de indígenas es del 14% al sumar ambos grupos en sus resultados. Sin embargo, la Enciclopedia Británica al presentar estos datos, toma en cuenta las estimaciones poblacionales realizadas en el Censo de 2022. Igualmente la CEPAL realizó un estudio sociodemográfico sobre los afroecuatorianos e indígenas a partir del Censo de 2001 analizando las altas tasas de analfabetismo, mortalidad infantil, migración, y fecundad; por lo que estos datos son aceptados por organismos internacionales.
De acuerdo con el último censo nacional, realizado en 2022 , 1 301 887 personas se autodefinen como indígenas, ubicados mayoritariamente en las regiones Sierra y Amazonia, representando el 7,7% de la población total.Las provincias con mayor población indígena según el censo de 2022 son Pichincha (192 585), Chimborazo (178 754), Imbabura (131 586), Morona Santiago (112 722) y Cotopaxi (111 444). Los indígenas son el grupo étnico más numeroso en las provincias de Napo (65,0 %) y Morona Santiago (58,6 %).
A nivel provincial, la distribución de los indígenas fue la siguiente:
| Provincia                      | Población indígena | Porcentaje (%) |
| ------------------------------ | ------------------ | -------------- |
| Azuay                          | 15.988             | 1,99           |
| Bolívar                        | 58.727             | 29,50          |
| Cañar                          | 33.472             | 14,71          |
| Carchi                         | 7.334              | 4,24           |
| Cotopaxi                       | 111.444            | 23,70          |
| Chimborazo                     | 178.754            | 37,88          |
| El Oro                         | 3.823              | 0,53           |
| Esmeraldas                     | 18.570             | 3,35           |
| Galápagos                      | 2.671              | 9,34           |
| Guayas                         | 56.449             | 1,29           |
| Imbabura                       | 131.586            | 28,00          |
| Loja                           | 17.293             | 3,56           |
| Los Ríos                       | 5.960              | 0,66           |
| Manabí                         | 2.927              | 0,18           |
| Morona Santiago                | 112.722            | 58,55          |
| Napo                           | 85.528             | 64,95          |
| Orellana                       | 67.858             | 37,25          |
| Pastaza                        | 56.887             | 50,83          |
| Pichincha                      | 192.585            | 6,23           |
| Santa Elena                    | 4.746              | 1,23           |
| Santo Domingo de los Tsáchilas | 6.844              | 1,39           |
| Sucumbíos                      | 32.403             | 16,28          |
| Tungurahua                     | 76.341             | 13,55          |
| Zamora Chinchipe               | 20.975             | 18,90          |
| Ecuador                        | 1.301.887          | 7,69           |

### Quichuas
Los quichuas corresponden al 73,6% de los indígenas censados en 2022. Su idioma es el quichua o quechua norteño, la más septentrional de las lenguas quechuas.  Los quichuas de la Sierra se suelen dividir en tres categorías:
- Quichuas de la Sierra norte, que habitan en las provincias de Imbabura y Pichincha, como los caranquis, cayambis, natabuelas y otavalos.
- Quichuas de la Sierra central, que residen en las provincias de Bolívar, Chimborazo, Cotopaxi y Tungurahua, como los chibuelos, guarangas, panzaleos, puruhás, quisapinchas, salasacas y tomabelas.
- Quichuas de la Sierra sur, que viven en las provincias de Azuay, Cañar, Loja y Zamora Chinchipe, como los cañaris y saraguros.

Quichuas de la Amazonía son las etnias quichuas que habitan a lo largo de los ríos de la región amazónica ecuatoriana. Se dividen en dos grupos principales, los canelos de Pastaza y los quijos de Napo, Orellana y Sucumbios.

### Shuar y Achuar

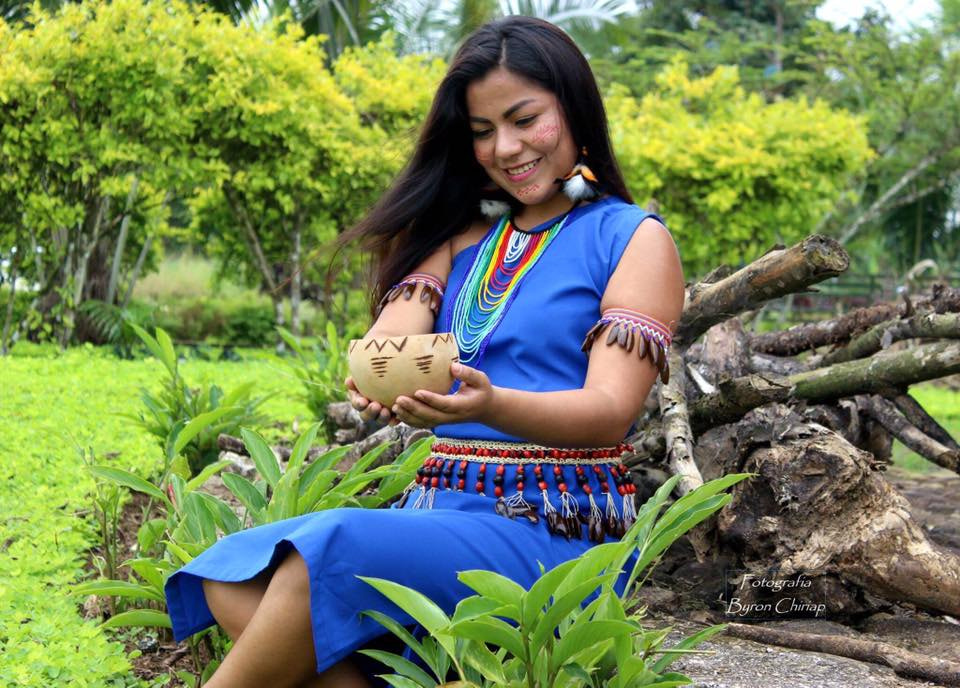
Mujer Shuar

También conocidos como jíbaros, habitan en la región fronteriza con Perú, entre las selvas de Pastaza, Morona Santiago y Zamora Chinchipe. El idioma shuar pertenece a la familia de las lenguas jíbaras, y es junto al quichua, una de las lenguas oficiales de comunicación intercultural en Ecuador.Por su parte los achuar viven en las selvas de Morona Santiago y Pastaza, y están relacionados con los shuar, al punto que históricamente se consideraban la misma etnia. El idioma achuar también pertenece a la familia de las lenguas jíbaras.

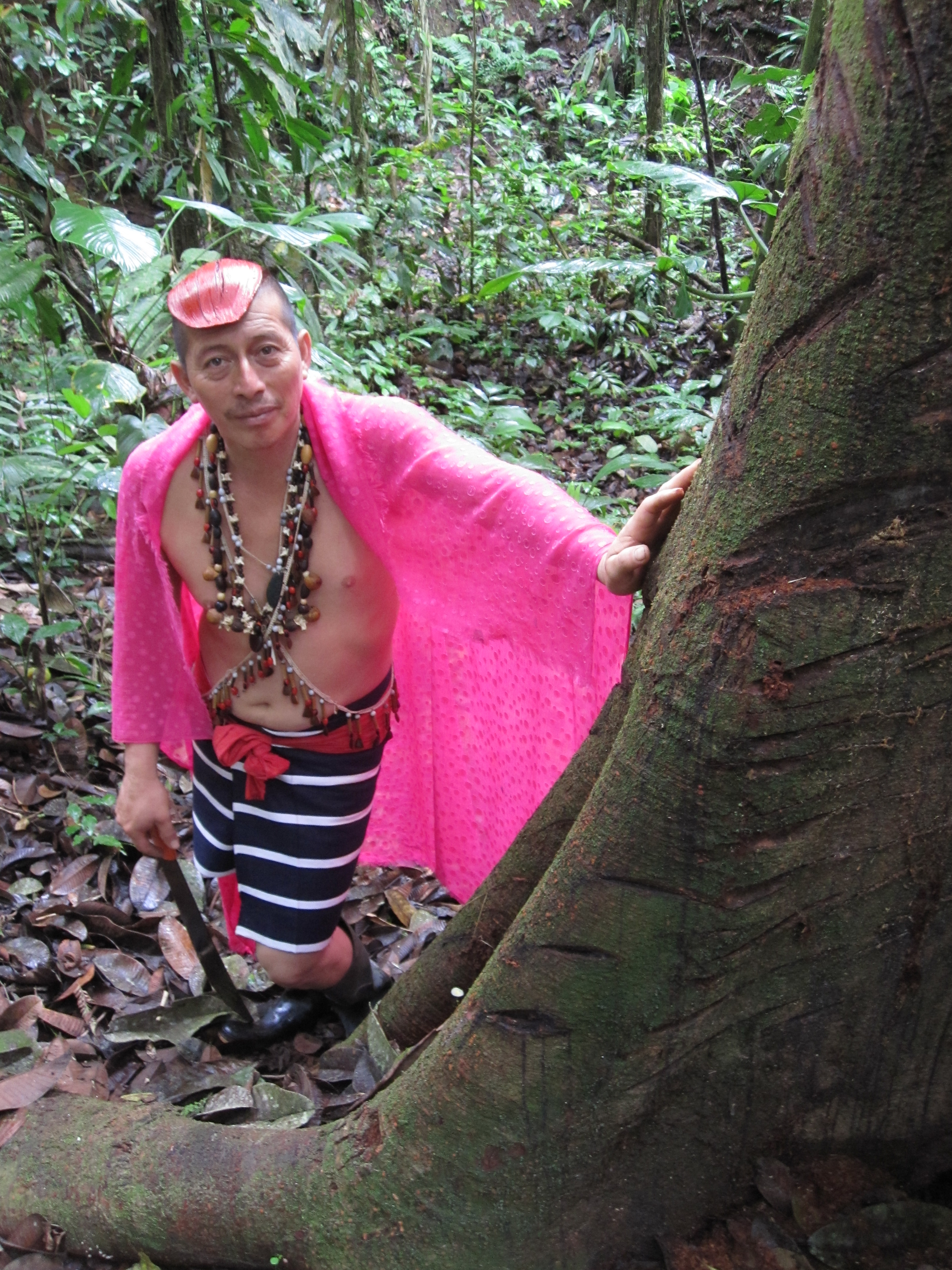
Indígena tsáchila

### Otras
- Los cayapas, también llamados chachis, habitan en la región del río Cayapas, en la provincia de Esmeraldas. Aunque viven en la Costa, su origen se encuentra en la región andina, desde donde fueron expulsados por los invasores incas en el siglo XV. Su lengua, el cha'palaachi, pertenece a la familia barbacoana.[35]
- Los andoa corresponden a la nacionalidad indígena que habita en la provincia de Pastaza, sobre la frontera con Perú. Los invasores incas les impusieron el quichua, por lo que su idioma, el andoa-shimigae, ha desaparecido.[36]
- Los awa, también conocidos como cuaiquer, se ubican en las provincias de Esmeraldas y Carchi, sobre la frontera con Colombia. Su idioma, el awá pit, pertenece a las lenguas barbacoanas.[37]
- Los tsáchila también llamados colorados, se localizan en la provincia de Santo Domingo. Su idioma, el tsafiki pertenece a las lenguas barbacoanas.[38]
- Los huaorani, son un grupo aislado que habita las selvas de Pastaza, Napo y Orellana. Su idioma, el huao tetero, es una lengua no clasificada.[39]
- Los cofanes se autodenominan a'i, y viven en la provincia de Sucumbios, sobre la frontera con Colombia. El idioma cofán es una lengua aislada.[40]
- Los pastos, que habitan la provincia del Carchi, sobre la frontera con Colombia. El idioma pasto ha desaparecido, aunque se piensa que pertenecía a la familia de las lenguas barbacoanas.[41]
- Los shiwiar, se localizan en la provincia de Pastaza, sobre la frontera con Perú. Su lengua es el shuar, debido a su estrecha relación con las etnias shuar y achuar.[42]
- Los secoya, también conocidos como aido pai, están ubicados en la provincia de Sucumbios, sobre la frontera con Perú. Su idioma es el secoya, una lengua de la familia tucana.[43]
- Los siona, que viven en las selvas de Sucumbios, sobre la frontera con Colombia. Su idioma es el paicoca, que pertenece a la familia de las lenguas tucanas.[44]
- Los zápara que habitan en la provincia de Pastaza. El idioma záparo pertenece a la familia de las lenguas zaparoanas.[45]
- Los émbera que son un grupo indígena que reside al norte de la provincia de Esmeraldas. El idioma épera, pertenece a la familia de las lenguas chocó.[46]

### Lenguas indígenas
En la actualidad, aunque el 7,7% de la población se identifica como indígena según el último Censo de Población y Vivienda de 2022, solo el 3,2% realmente habla un idioma indígena. Esto significa que del total de la población indígena que asciende a 1'302.057 personas, el 50,4% de ellos no habla un idioma indígena, el 40,5% habla quichua y el 4,6% habla shuar. En números totales de personas, en Ecuador se estima que 645.821 de personas habla un idioma indígena. Estas se dividen principalmente en:
- Quichua con 527.333 hablantes y el 40,5% del total de indígenas.
- Shuar con 59.894 hablantes y el 4,6% del total de indígenas.
- Otras lenguas con 58.594 hablantes y el 5,3% del total de indígenas.

## Blancos

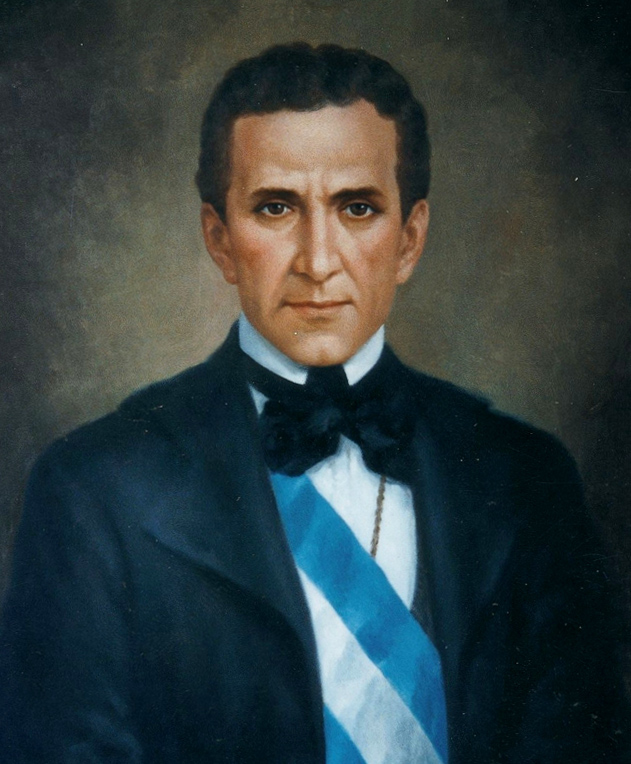
Olmedo criollo líder de la independencia de Ecuador.

Los blancos ecuatorianos descienden de los conquistadores españoles que llegaron al país durante la colonia y de los migrantes europeos y del Medio Oriente que arribaron al país a partir del siglo XIX. La migración europea y árabe a Ecuador estuvo concentrada principalmente en la ciudad de Guayaquil (a esta ciudad ingresaron por su puerto inmigrantes españoles, italianos y sirios-libaneses), y en las costas de Manabí (en esta provincia se dispersaron a zonas de Chone, Bahía de Caráquez, Santa Ana, Portoviejo y Manta). Mientras tanto, en las Islas Galápagos fue otro punto que recibió migrantes, aunque en menor cantidad, cuando en 1926 desembarcó el primer asentamiento de noruegos (su tripulación estaba compuesta por cuarenta y tres hombres y dos mujeres), que viajaron desde el puerto de Larvik a bordo del Ulva hasta la isla Santa Cruz, en donde se asentaron en la Bahía de la Academia. Para finales de 1927 se contabilizaba una colonia de siete familias noruegas.
La siguiente tabla muestra la población que se auto identificó como blanca en cada provincia según el censo de 2022:
| Provincia                      | Población blanca | Porcentaje (%) |
| ------------------------------ | ---------------- | -------------- |
| Azuay                          | 15.998           | 2,00           |
| Bolívar                        | 1.278            | 0,64           |
| Cañar                          | 2.581            | 1,13           |
| Carchi                         | 1.167            | 0,68           |
| Cotopaxi                       | 3.249            | 0,69           |
| Chimborazo                     | 3.521            | 0,75           |
| El Oro                         | 19.453           | 2,72           |
| Esmeraldas                     | 9.124            | 1,65           |
| Galápagos                      | 658              | 2,30           |
| Guayas                         | 159.979          | 3,64           |
| Imbabura                       | 4.890            | 1,04           |
| Loja                           | 4.579            | 0,94           |
| Los Ríos                       | 10.032           | 1,12           |
| Manabí                         | 22.505           | 1,41           |
| Morona Santiago                | 1.294            | 0,67           |
| Napo                           | 1.044            | 0,79           |
| Orellana                       | 1.262            | 0,69           |
| Pastaza                        | 716              | 0,64           |
| Pichincha                      | 87.251           | 2,82           |
| Santa Elena                    | 6.520            | 1,69           |
| Santo Domingo de los Tsáchilas | 8.018            | 1,63           |
| Sucumbíos                      | 2.082            | 1,05           |
| Tungurahua                     | 7.135            | 1,27           |
| Zamora Chinchipe               | 589              | 0,53           |
| Ecuador                        | 374.925          | 2,21           |

### Criollos
Los criollos son los blancos que nacieron en el país.

### Mediterráneos
Los mediterráneos son un grupo de blancos provenientes de la cuenca mediterránea especialmente en el sur de Europa.
Los primeros españoles arribaron al territorio ecuatoriano en el siglo XVI, estableciendo un sistema de clasificación  racial en la que ellos y sus descendientes (peninsulares y criollos) ocupaban la cúspide de la pirámide social. Este sistema se ha mantenido hasta la actualidad, mediante el matrimonio endogámico y la gradual incorporación de otros grupos de migrantes (principalmente libaneses, pero también armenios, vascos, británicos, griegos, franceses, alemanes e italianos) a las élites criollas de la Costa y la Sierra.
A los españoles de la colonia se les sumaron otros grupos de inmigrantes hispanos. A finales del siglo XIX y principios del XX, los catalanes conformaban el principal grupo de inmigrantes europeos en Guayaquil. Más tarde, tras la guerra civil española, Ecuador acogió un pequeño número de exiliados republicanos.
En los últimos años, debido a la crisis económica en Europa, un creciente número de españoles ha elegido Ecuador como destino migratorio, contabilizando más de 19 000 entradas en el periodo entre 2008 y 2013.
Varias familias de comerciantes y pioneros industriales italianos (principalmente de la región de Liguria) se asentaron en Ecuador durante el siglo XIX y hasta bien entrado el siglo XX. Su principal destino fue el puerto de Guayaquil, donde en 1840 fueron contabilizados 250 italianos sobre un población de 60 000 personas. Actualmente se estima que 7 000 familias de ascendencia italiana viven en la ciudad. 
A nivel nacional, se calcula en 40 000 el número de descendientes de italianos de segunda o tercera generación, a los que hay que sumar otros 16,000 que han migrado recientemente.

### Árabes

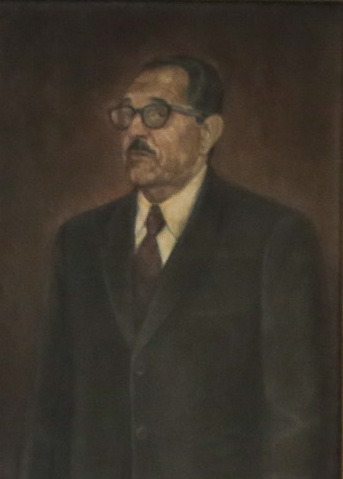
Assad Bucaram Elmhalin logró el control político de Guayaquil entre 1950 y 1970. Su partido, Concentración de Fuerzas Populares obtuvo en 1979, la Presidencia del Ecuador.

La migración árabe a Ecuador comenzó en 1875, intensificándose tras el estallido de la Primera Guerra Mundial. Los árabes llegaron atraídos por la bonanza cacaotera y huyendo de la persecución religiosa llevada a cabo por los turcos otomanos. La mayoría de ellos eran cristianos procedentes de la región del levante mediterráneo: Líbano, Siria y Palestina.
En 1986 se estimaba que solamente la comunidad de origen libanés alcanzaba los 97 500 individuos.

### Alpinos
Entre 1880 y 1930 un gran número de alemanes se asentaron en Ecuador, llegando a totalizar 500 residentes poco antes de la Primera Guerra Mundial. Con la llegada de los nazis al poder, la población alemana se acrecentó hasta las 6 700 personas en 1940, la mitad de ellas de origen judío. Esta segunda ola migratoria se asentó primero en ciudades como Santiago de Guayaquil, Piñas, Zaruma, y luego se extendió a San Francisco de Quito, Cuenca y otras ciudades de la Sierra.

### Nórdicos
Desde 1926, y antes de la llegada masiva de colonos del continente, los noruegos fueron los principales responsables por la colonización de las Islas Galápagos.
Se estima que actualmente 13 000 noruegos y descendientes de noruegos viven en Ecuador.

### Estadounidenses
Durante varios años Ecuador ha sido elegido como uno de los mejores destinos para los retirados extranjeros, por lo que un considerable número de norteamericanos y europeos han llegado al país para pasar sus años de jubilación. El grupo más numeroso son los estadounidenses, cuya población total se estima entre 5 000 y 10 000 individuos, de los cuales la mitad vive en Cuenca.

### Británicos
La presencia de los británicos (ingleses, escoceses, galeses, irlandeses) se remonta al siglo XIX. Algunos pelearon en las guerras de independencia, aunque fue a raíz de la construcción del ferrocarril y los proyectos de modernización de las ciudades ecuatorianas que un número considerable de ellos arribaron al país.

### Dinárica
Los primeros migrantes croatas llegaron a Ecuador a finales del siglo XIX y principios del siglo XX, totalizando 500 individuos en 1938. La mayoría se asentaron en las provincias de Manabí y Guayas. Se calcula que actualmente 4 000 croatas y descendientes de croatas viven en Ecuador.

### Judíos
Los primeros judíos que llegaron a Ecuador eran sefarditas conversos que acompañaban a los conquistadores españoles y que en muchos casos seguían practicando su fe de forma clandestina. Muchos de ellos se asentaron en las provincias de Loja, El Oro y Zamora Chinchipe, donde se cree que aún existen descendientes que harían parte de la comunidad Bnei Anusim.
La comunidad judía moderna en Ecuador data del año 1938, cuando un creciente número de judíos asquenazíes llegaron huyendo del antisemitismo en Europa. La comunidad alcanzó un pico de 5,000 miembros después de la Segunda Guerra Mundial, pero debido a la emigración su número se redujo a menos de 500 individuos en la actualidad.

## Otros (Asiáticos)

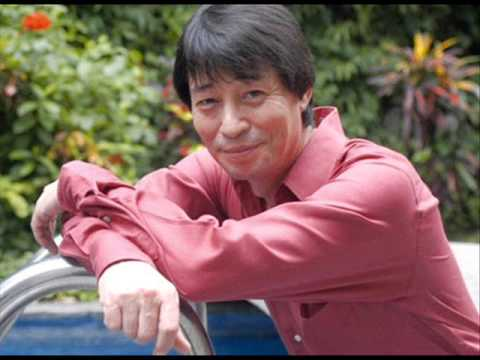
Jinsop, cantante de origen surcoreano

Los asiáticos no son uno de los grupos étnicos oficialmente reconocidos en el censo de 2010, a pesar de que en los últimos años ha habido un aumento considerable en los migrantes procedentes de China La migración china comenzó en el siglo XIX, y aunque fue restringida por motivos raciales por el presidente Antonio Flores Jijón, la medida nunca llegó a aplicarse. Actualmente se estima que 30 000 chinos viven en Ecuador.
A continuación se muestra la población que no se identificó con ningún grupo étnico oficialmente reconocido por provincia, según el censo de 2022:
| Provincia                      | Población de otras etnias | Porcentaje (%) |
| ------------------------------ | ------------------------- | -------------- |
| Azuay                          | 310                       | 0,04           |
| Bolívar                        | 16                        | 0,01           |
| Cañar                          | 26                        | 0,01           |
| Carchi                         | 106                       | 0,06           |
| Cotopaxi                       | 70                        | 0,01           |
| Chimborazo                     | 63                        | 0,01           |
| El Oro                         | 720                       | 0,10           |
| Esmeraldas                     | 173                       | 0,03           |
| Galápagos                      | 44                        | 0,15           |
| Guayas                         | 9.025                     | 0,21           |
| Imbabura                       | 141                       | 0,03           |
| Loja                           | 103                       | 0,02           |
| Los Ríos                       | 433                       | 0,05           |
| Manabí                         | 2.018                     | 0,13           |
| Morona Santiago                | 119                       | 0,06           |
| Napo                           | 42                        | 0,03           |
| Orellana                       | 24                        | 0,01           |
| Pastaza                        | 19                        | 0,02           |
| Pichincha                      | 2.077                     | 0,07           |
| Santa Elena                    | 4.402                     | 1,14           |
| Santo Domingo de los Tsáchilas | 124                       | 0,03           |
| Sucumbíos                      | 64                        | 0,03           |
| Tungurahua                     | 181                       | 0,03           |
| Zamora Chinchipe               | 132                       | 0,12           |
| Ecuador                        | 20.432                    | 0,12           |

## Composición genética
Se han realizado diferentes estudios genéticos para identificar la composición genética ancestral representativa de la población ecuatoriana:
| Amerindio | Europeo | Africano | Arábigo | Asiático | Estudio | Año  | Fuente                      |
| --------- | ------- | -------- | ------- | -------- | --- | ---- | --------------------------- |
| 53,9 %    | 38,8 %  | 7,3 %    | —       | —        | Genome-wide patterns of population structure and admixture among Hispanic/Latino populations                                                        | 2009 | Universidad de Cornell      |
| 49,1 %    | 36,8 %  | 6,1 %    | 4,7 %   | —        | DNA Tribes SNP Admixture Results by Population | 2012 | DNA Tribes                  |
| 56,0 %    | 39,5 %  | 4,5 %    | —       | —        | Admixture and genetic relationships of Mexican Mestizos regarding Latin American and Caribbean populations based on 13 CODIS-STRs                   | 2015 | ScienceDirect               |
| 50,1 %    | 40,8 %  | 6,8 %    | —       | 2,3 %    | Genomic Insights into the Ancestry and Demographic History of South America                                                                         | 2015 | PLoS Genetics               |
| 52,0 %    | 42,0 %  | 6,0 %    | —       | —        | Admixture in the Américas: Regional and National Differences                                                                                        | 2016 | Research Gate               |
| 47,1 %    | 38,3 %  | 14,6 %   | —       | —        | A Study of the Molecular Variants Associated with Lactase Persistencein Different Ecuadorian Ethnic Group                                           | 2016 | American Journal of Biology |
| 64,6 %    | 31,0 %  | 4,4 %    | —       | —        | O impacto das migrações na constituição genética de populações latino-americanas                                                                    | 2008 | Universidad de Brasilia     |
| 59,6 %    | 28,8 %  | 11,6 %   | —       | —        | The three-hybrid genetic composition of an Ecuadorian population using AIMs-InDels compared with autosomes, mitochondrial DNA and Y chromosome data | 2019 | Nature                      |

### Grupos étnicos
Una investigación llevada a cabo entre 2006 y 2017 encontró que la mezcla racial de los mestizos, afrodescendientes e indígenas quichuas de Ecuador es la siguiente:
| Grupo étnico     | Aporte amerindio | Aporte europeo | Aporte africano |
| ---------------- | ---------------- | -------------- | --------------- |
| Mestizos         | 65,8%            | 30,0%          | 4,0%            |
| Afroecuatorianos | 28,0%            | 13,0%          | 58,8%           |
| Quichuas         | 91,5%            | 7,0%           | 1,5%            |

Por su parte, según un estudio llevado a cabo en 2007, la composición genética de los afrodescendientes y mestizos ecuatorianos era la siguiente:
| Grupo étnico     | Aporte europeo | Aporte africano | Aporte amerindio |
| ---------------- | -------------- | --------------- | ---------------- |
| Afroecuatorianos | 15,8%          | 56,4%           | 27,9%            |
| Mestizos         | 19,3%          | 7,8%            | 73,0%            |

En el mismo sentido, un estudio llevado a cabo en 2016 encontró que la mezcla genética de los mestizos, indígenas y afrodescendientes en Ecuador se distribuía de la siguiente forma:
| Grupo étnico     | Aporte europeo | Aporte amerindio | Aporte africano |
| ---------------- | -------------- | ---------------- | --------------- |
| Mestizos         | 50,9%          | 46,4%            | 2,7%            |
| Indígenas        | 8,9%           | 82,8%            | 8,3%            |
| Afroecuatorianos | 19%            | 13,4%            | 67,6%           |

En un estudio de 2021 la mezcla racial de los grupos étnicos ecuatorianos era la siguiente:
| Grupo étnico     | Aporte africano | Aporte europeo | Aporte amerindio | Aporte asiático |
| ---------------- | --------------- | -------------- | ---------------- | --------------- |
| Afroecuatorianos | 49,5%           | 13,8%          | 35,9%            | 0,8%            |
| Mestizos         | 2,4%            | 30%            | 66,1%            | 0,5%            |
| Montubios        | 9,9%            | 38,1%          | 51,4%            | 0,7%            |
| Tsáchilas        | 1,9%            | 10,7%          | 87,1%            | 0,3%            |

#### Afroecuatorianos
Un estudio realizado en 1999 sobre dos poblaciones afroecuatorianas de la provincia de Esmeraldas encontró que la mezcla genética era la siguiente:
| Población   | Aporte africano | Aporte amerindio | Aporte europeo |
| ----------- | --------------- | ---------------- | -------------- |
| Río Cayapas | 71,16%          | 12,05%           | 16,79%         |
| Viche       | 53,07%          | 25,11%           | 21,82%         |

#### Mestizos
Una investigación llevada a cabo sobre la población mestiza de la Sierra ecuatoriana, encontró que la ascendencia indígena alcanza el 63,1%, seguida por la europea con el 30,3% y la africana con el 6,6%.

### Regiones
Un estudio de 2019 muestra que la composición genética de las regiones naturales de Ecuador es la siguiente:
| Región  | Aporte amerindio | Aporte africano | Aporte europeo |
| ------- | ---------------- | --------------- | -------------- |
| Oriente | 66,7%            | 7,6%            | 25,7%          |
| Sierra  | 64,7%            | 8,5%            | 26,8%          |
| Costa   | 51,7%            | 16,3%           | 32,0%          |
| Ecuador | 59,6%            | 11,6%           | 28,8%          |